# 4 minuti per 4 miliardi
4 minuti per 4 miliardi, conosciuto anche col titolo Quelli dell'antirapina, è un film del 1976, diretto da Gianni Siragusa.

## Trama
Due malviventi organizzano un ingegnoso colpo ad una banca di Genova e la polizia sospetta subito di Francesco Vitale, detto L'avvocato, ladro elegante e intelligente che si trova in carcere da due anni. Il sospettato però riesce ad evadere insieme ad un suo complice di nome Raffaele.

## Produzione
Il film è stato girato a Genova e a Rapallo.